# Rihards Veide
Rihards Veide (ur. 1 listopada 1991 w Valmierze) – łotewski kolarz startujący w konkurencji BMX, uczestnik igrzysk olimpijskich w 2012 roku.

## Kariera
Ukończył 5. liceum w Valmierze, a następnie uzyskał licencjat z zarządzania na uniwersytecie w Vidzeme.
Zajął 9. miejsce w Mistrzostwach Świata Juniorów w 2008 roku i 14. w Mistrzostwach Europy Juniorów rok później. W 2010 roku zajął 22. miejsce podczas Mistrzostw Europy i 33. miejsce w Pucharze Świata w 2011 roku.
Podczas Mistrzostw Europy w 2012 roku zakwalifikował się na Letnie Igrzyska Olimpijskie 2012. W eliminacjach uzyskał czas 38,753 premiujący awansem do kolejnej rundy, w ćwierćfinale 4. miejsce, zaś w półfinale 13. miejsce, na którym uplasował się w końcowej klasyfikacji.